# Luchthaven Warschau Frédéric Chopin
De Luchthaven Warschau Frédéric Chopin is de belangrijkste internationale luchthaven van Polen. Ze ligt in Włochy, een stadsdeel van Warschau, en verzorgt ongeveer 40% van het passagiers-luchtvervoer van het land. Ze is vernoemd naar de Poolse componist Frédéric Chopin. Onder de lokale bevolking staat de luchthaven beter bekend onder haar voormalige en Poolse naam: lotnisko Okęcie. Dagelijks vinden er zo'n 100 starts en landingen plaats naar zowel binnen- als buitenlandse bestemmingen. De luchthaven wordt ook door de Poolse luchtmacht gebruikt.

## Passagiersaantallen
Het aantal passagiers dat per jaar van de luchthaven Warschau Frédéric Chopin gebruik heeft gemaakt is als volgt:
| Jaar | Passagiers (milj.) |
| ---- | ------------------ |
| 1995 | 2,7                |
| 1996 | 3,1                |
| 1997 | 3,5                |
| 1998 | 3,8                |
| 1999 | 4,0                |
| 2000 | 4,3                |
| 2001 | 4,7                |
| 2002 | 4,9                |
| 2003 | 5,2                |
| 2004 | 6,1                |
| 2005 | 7,1                |
| 2006 | 8,4                |
| 2007 | 9,3                |
| 2008 | 9,5                |
| 2009 | 8,3                |
| 2010 | 8,7                |
| 2011 | 9,3                |
| 2012 | 9,6                |
| 2013 | 10,6               |

## Vervoer
Sedert 2011 heeft de luchthaven met het station Station Warszawa Lotnisko Chopina een rechtstreekse treinverbinding met de binnenstad van Warschau.

## Ongevallen en incidenten
- Op 19 december 1962 stortte een Vickers Viscount van LOT neer bij het naderen van de luchthaven van Warschau. Het toestel was op de terugvlucht van Brussel en had een tussenlanding gemaakt in Berlijn. Er waren 33 doden (vijf bemanningsleden en 28 passagiers).[2]
- Op 14 maart 1980 stortte een Iljoesjin Il-62 neer bij het aanvliegen van de luchthaven van Warschau. Het toestel kwam van John F. Kennedy International Airport in New York. Alle inzittenden, 10 bemanningsleden en 77 passagiers, kwamen om het leven.[3]
- Op 9 mei 1987  stortte een Il-62 van LOT neer kort na het opstijgen van de luchthaven van Warschau voor de vlucht naar John F. Kennedy International Airport in New York. Alle 183 inzittenden, 11 bemanningsleden en 172 passagiers, verloren het leven.[4]
- Een Boeing 767-300 van LOT Polish airlines heeft op 1 november 2011 een noodlanding gemaakt op de luchthaven Warschau Frédéric Chopin. Het toestel kwam van Newark Liberty International Airport en had als eindbestemming Warschau. De noodlanding slaagde, het toestel bleef alleen niet onbeschadigd. Het kwam op de romp terecht. De oorzaak was een technisch defect aan het landingsgestel. Het toestel kwam tot stilstand in het gras, even na de landingsbaan. Alle 230 inzittenden moesten via de glijbanen het toestel verlaten. Alle inzittenden bleven ongedeerd.